# Владимир Шћекић
Владимир Владо Шћекић (Бабино, код Берана, 7. мај 1917 — Београд, 29. октобар 2004) био је учесник Народноослободилачке борбе, генерал-пуковник ЈНА, друштвено-политички радник СФР Југославије и народни херој Југославије.

## Биографија
Рођен је 7. маја 1917. године у селу Бабино, код Берана, у породици гостионичара Гаврила Шћекића и његове жене Тале. Поред Владимира, Шћекићи су имали још два сина, Јагоша и Милуна—Муја, који су такође били истакнути учесници Народноослободилачке борбе. Основну школу завршио је у селу Полици, а гимназију у Беранама. После завршетка гимназије 1937/38. године, уписао се на Правни факултет у Београду. Већ у вишим разредима гимназије прикључио се револуционарном омладинском покрету. Одмах после матуре 1937. године, постао је члан Комунистичке партије Југославије (КПЈ) у партијској ћелији родног краја.
После доласка у Београд, повезао се са тамошњом партијском организацијом. Због револуционарне активности, полиција га је неколико пута хапсила. Године 1940, активно је учествовао у демонстрацијама омладине у Беранама. Полиција је растерала демонстранте, а међу ухапшенима је био и Владимир Шћекић. Државни суд за заштиту државе осудио га је на четири месеца затвора. Казну је служио у Панчеву и на Ади Циганлији. После изласка из затвора, постао је професионални партијско-политички радник. Извесно време био је секретар партијске организације, а затим секретар Партијског бироа будимске општине среза Беране.

### Народноослободилачка борба
Априлски рат 1941, затекао га је у родном месту. Убрзо се придружио у организовању оружаног устанка у Црној Гори и постао члан Среског комитета КПЈ за Беране и секретар бироа партијских ћелија општине. Као партијско-политички радник у Беранском партизанском одреду, учествовао је у Тринаестојулском устанку. Био је одговоран за рад с омладином на ослобођеној територији. После неколико месеци борби у Одреду, јавио се као добровољац за одлазак у Санџак и Србију.
У нападу на Пљевља 1. децембра 1941. године, био је политички комесар чете Комског батаљона. Двадесет дана после тога, с групом одабраних добровољаца ступио је у Прву пролетерску бригаду и тамо постао заменик политичког комесара њеног Првог батаљона. С батаљоном је учествовао у борбама и акцијама у источној Босни и у Игманском маршу. Учествовао је у борбама током маја и јуна 1942, у Пољима колашинским, на Сињајевини и Дурмитору. У време продора пролетерских бригада у западној Босни јуна и јула 1942, учествовао је у борбама на Трескавици, у јуришима на Коњицу, Бугојну, Дувну, Боровој Глави, Ливну, а такође и у биткама на Неретви и Сутјесци. Од почетка 1943. године, био је заменик политичког комесара Прве далматинске бригаде.
Августа 1943. године, вратио се у Прву пролетерску бригаду на дужност политичког комесара, након чега је учествовао у борбама око Травника и Турбета, у походу јединица НОВЈ у Далмацију до Сплита током Шесте непријатељске офанзиве. Крајем 1943, постао је политкомесар Прве пролетерске дивизије НОВЈ, с којом је учествовао у борбама по западној и централној Босни. Током 1944. године, борио се у Седмој непријатељској офанзиви и учествовао у борбама за ослобођење Златибора, Ваљева и Београда, а 1945. на Сремском фронту, код Плетернице, те у ослобођењу Загреба и Трста.

### Послератни период
После рата, постао је политички комесар Прве армије ЈА. Три године касније, постао је политкомесар Корпуса народне одбране Југославије (КНОЈ), а потом политкомесар Југословенске ратне морнарице (ЈРМ) од 1952. до 1953. године. Био је и помоћник Начелника Генералштаба ЈНА, командант Граничних јединица и остало.
Завршио је Вишу војну академију ЈНА. Вршио је и високе партијске функције у ЈНА. Био је руководилац Опуномоћства за ЈРМ, члан Опуномоћства Централног комитета СКЈ за ЈНА, делегат на Петом конгресу КПЈ и остало.
Био је пензионисан у чину генерал-пуковника ЈНА, 1977. године. Као пензионер, био је члан Савета федерације и председник Савезног одбора СУБНОР-а Југославије од 1982. до 1983. године.
Умро је 29. октобра 2004. године у Београду и сахрањен је у Алеји народних хероја на Новом гробљу у Београду.
Носилац је Партизанске споменице 1941. и других југословенских и иностраних одликовања, међу којима су — Орден ратне заставе, Орден партизанске звезде са златним венцем, Орден заслуга за народ са златном звездом, Орден братства и јединства са златним венцем и два Ордена за храброст. Од иностраних, истиче се совјетски Орден отаџбинског рата. Орденом народног хероја одликован је 27. новембра 1953. године.

## Галерија
- Владо Шћекић (први слева) са Штабом Прве далматинске бригаде, слева на десно: Перо Ћетковић, Анте Кроња и Божо Билић Марјан
- Владо Шћекић и Васо Јовановић (лево)
- Владо Шћекић као генерал-потпуковник ЈНА, 1961.
- Партизанска споменица 1941.
- Орден народног хероја